# Crusea diversifolia
Crusea diversifolia är en måreväxtart som först beskrevs av Carl Sigismund Kunth, och fick sitt nu gällande namn av W.R.Anderson. Crusea diversifolia ingår i släktet Crusea och familjen måreväxter. Inga underarter finns listade i Catalogue of Life.